# カラケネ王国

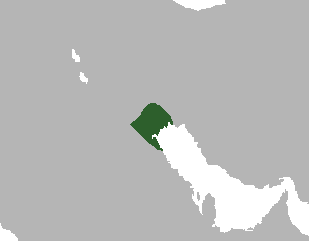
カラケネ王国の位置（紀元前51年）

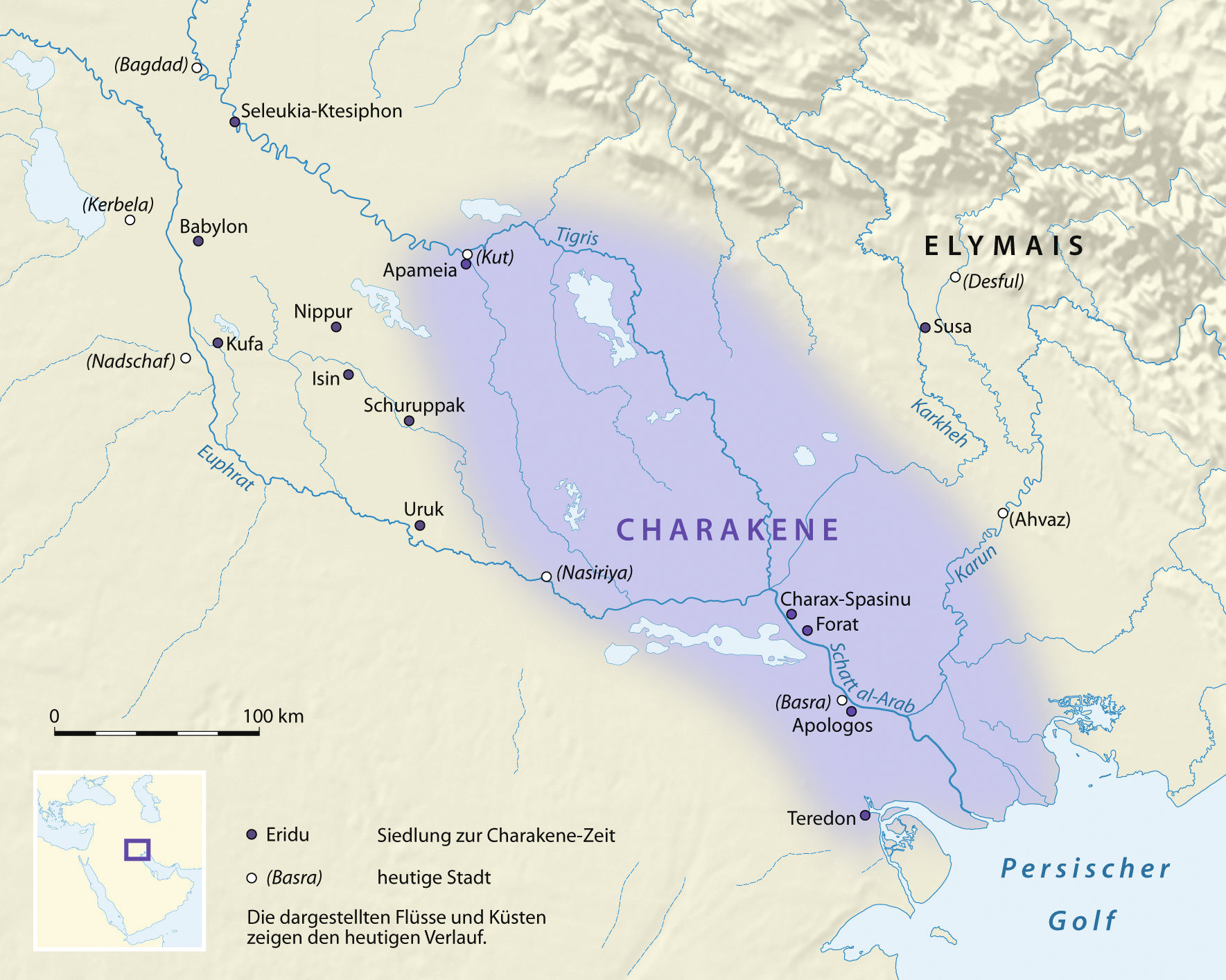
カラケネ王国の版図

カラケネ王国（Characene）とは、紀元前129年にアラブ人のヒスパネシオスがバビロニアに作った王国。後漢の甘英が通った條支国と同一視する説がある。首都はカラクス・スパシヌ。
王国の創建者となったヒスパネシオスは元来セレウコス朝によって任命されたカラケネの総督（サトラップ）であった。バビロニアは紀元前139年ごろにはパルティアの支配下に入ったが、セレウコス朝は失地回復を目指してパルティアと戦いを繰り広げた。
この戦いは最終的にパルティアの勝利に終わったが、紀元前128年ごろ、パルティアに侵入したサカ族によってパルティア王フラーテス2世が殺され、パルティアの政局が混乱し、パルティアのバビロニア総督ヒメロスがバビロニアで独立勢力の確立を目指すなどし、パルティアの影響力は大幅に低下した。
この機に乗じてヒスパネシオスは影響力を拡大し、ヒメロスと戦ってこれを破り、一時はセレウキアを占拠するなどして王を名乗り、カラケネ王国を築いた。その後ヒメロスの巻き返しがあったが、間もなく勢力を回復したパルティアが再びバビロニアに影響力を行使するようになると、ヒメロスは排除された。カラケネ王国もパルティアに対抗する実力はなく、その後はパルティア内の半独立国として存続した。
しかし、パルティアがサーサーン朝によって打倒されると、カラケネ王国もその影響下に入った。サーサーン朝は中央集権的な国家体制を築き上げていき、やがてカラケネ王国も消滅した。